# Třída Primo Longobardo
Třída Primo Longobardo je třída diesel-elektrických ponorek italského námořnictva. Třídu tvoří Celkem dvě jednotky, přijaté do služby v letech 1993 a 1995. Je zakončením vývojové linie tříd Nazario Sauro a Salvatore Pelosi, přičemž po ní již následuje původem německá třída Todaro. K roku 2021 byly obě ponorky stále v aktivní službě.

## Stavba
Obě jednotky postavila loděnice Fincantieri v Monfalcone. Do služby vstoupily v letech 1994–1995.
Jednotky třídy Primo Longobardo:
| Jméno                                | Založení kýlu | Spuštěna        | Dodání            | Status  |
| ------------------------------------ | ------------- | --------------- | ----------------- | ------- |
| Primo Longobardo (S524)              | 1991          | 20. června 1992 | 14. prosince 1993 | aktivní |
| Gianfranco Gazzana Priaroggia (S525) | 1992          | 26. června 1993 | 12. dubna 1995    | aktivní |

## Konstrukce

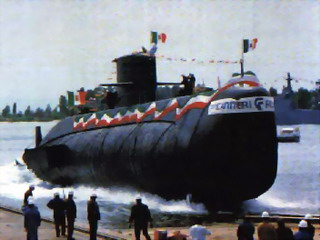
Gianfranco Gazzana Priaroggia (S525) během spuštění na vodu

Oproti předcházejícím třídám byl zdokonalen tvar trupu, který má lepší hydrodynamické vlastnosti. Trup je z oceli HY-80, což ponorkám umožňuje operační hloubku ponoru 300 metrů. Ponorky jsou vybaveny radarem BPS-704, sonary IPD-70/S, MD 100S, Velox M5, systémem elektronického boje BLD-727 Thetis a bojovým řídícím systémem BSN-716(v)2 SACTIS. Výzbroj tvoří šest příďových 533mm torpédometů. Mimo vodičem naváděných torpéd Whitehead A184 mohou ponorky odpalovat též americké střely Sub-Harpoon. Mohou nést až 12 dlouhých zbraní či 24 námořních min. Pohonný systém tvoří tři dieselgenerátory GMT A210-16NM a jeden elektromotor Marelli, pohánějící jeden lodní šroub. Výkon pohonu je 3265 hp. Ponorky dosahují rychlosti 12 uzlů na hladině a 20 uzlů pod hladinou. Dosah je 10 000 námořních mil při rychlosti 11 uzlů na hladině a 250 námořních mil při rychlosti 4 uzly pod hladinou.

### Modifikace
V letech 2001–2002 ponorky dostaly nový bojový řídící systém ISUS 90. Sestavu senzorů rozšířilo vlečné sonarové pole ETBF.